# Iglesia de Santa Eulalia de Ujo
La iglesia de Santa Eulalia de Ujo (Santolaya d'Uxo en asturiano) es un templo de origen románico situado en la parroquia de Ujo, en el concejo asturiano de Mieres (España). Se emplaza sobre la vía principal del Camino de Santiago Real de Asturias.

## Descripción

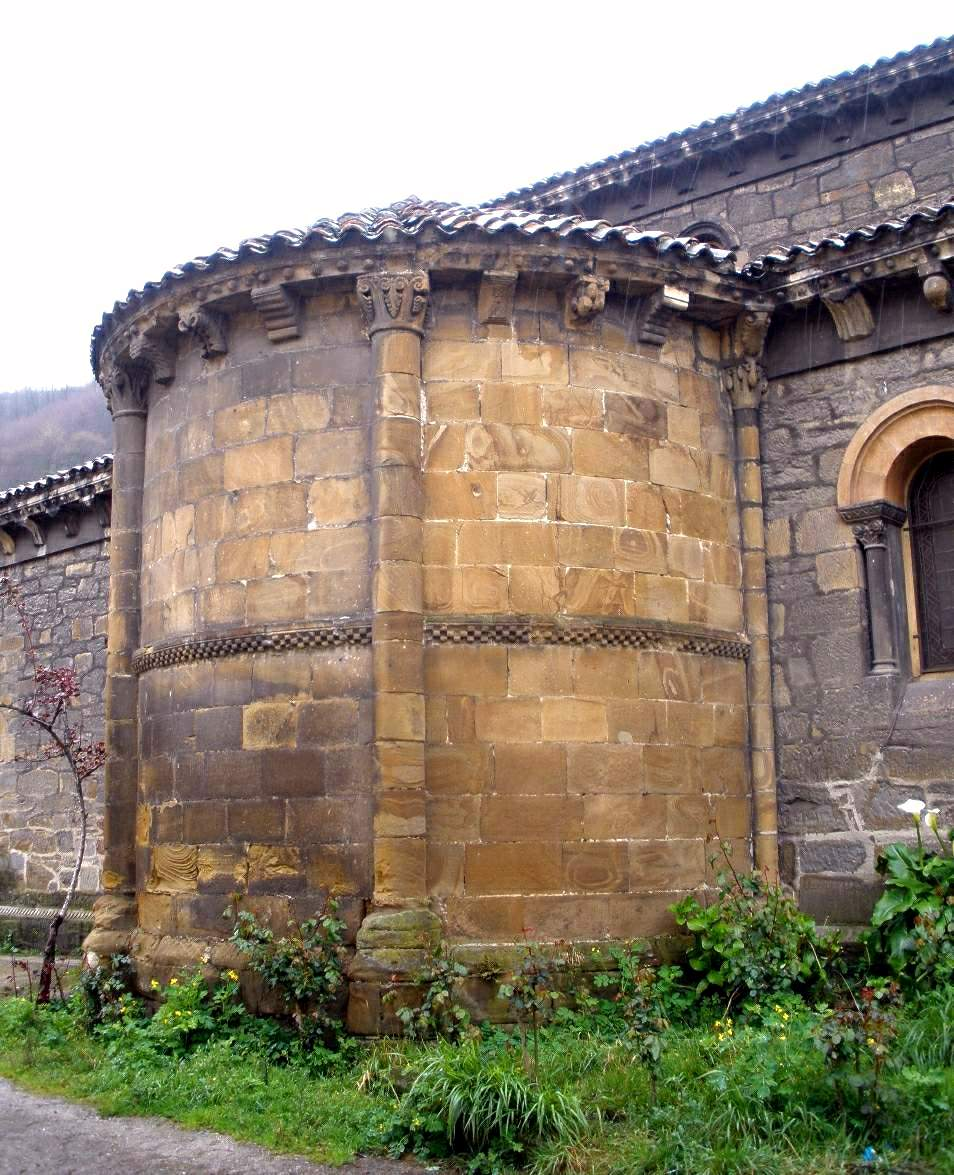
La exedra, el ábside original, adosado a un costado de la iglesia actual.

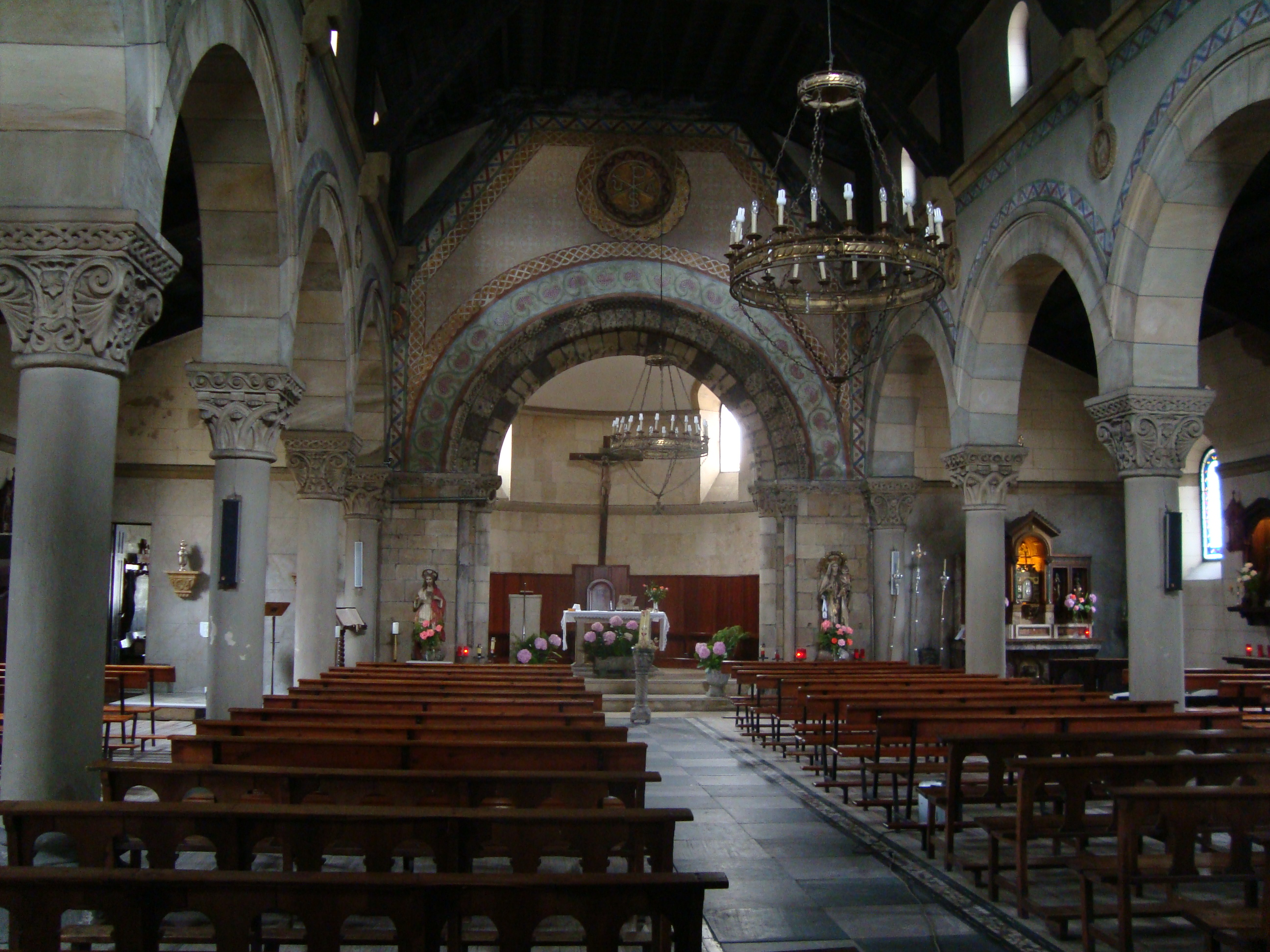
Interior del templo

La fundación de la iglesia se establece entre los siglos X como mínimo, aunque de la iglesia original quedan hoy pocos restos debido a su reforma en 1922 por necesidades de mejora del trazado del ferrocarril. Se rescataron tres elementos pertenecientes a la fábrica original:
- La exedra que sobresale al este, que era el ábside de la iglesia original, y permanece en su posición originaria.
- El arco de triunfo que hoy sirve reubicado de embocadura al nuevo ábside.
- La portada, hoy en el lienzo norte y que antes daba al oeste como era costumbre en el Medievo. Esta portada tiene un rico tratamiento escultórico, incluyendo * Tres arcos internos, el interior decorado con los denominados «rollos zamoranos», que descansan sobre cuatro pilastras. Los capiteles de esas pilastras son todos diferentes: dos con motivos vegetales, el segundo por la derecha del observador con un motivo geométrico de raíz celta y el primero por la izquierda del observador con una escena figurativa: Daniel en el foso de los leones.

El resto del templo se trata de un reconstrucción neorrománica. En 1956 durante una excavación se encontró una lauda funeraria, denominada «Lauda del niño Velasco», fechada en el año 921 junto con otras pequeñas sepulturas. Este hecho confirma la existencia de un cementerio cristiano del siglo X que ya es mencionado en el documento de donación de Ordoño I a Frominio, primer obispo de León, el 28 de junio de 860 en conjunto con la «iglesia de Santa Eulalia de Ussio».
Fue declarada Monumento Histórico Artístico por Real Orden de 23 de julio de 1923.